# Chlorostrymon orbis
Espèce
Chlorostrymon orbis est une espèce de lépidoptères (papillons) de la famille des Lycaenidae, sous-famille des Theclinae et du genre Chlorostrymon.

## Dénomination
Chlorostrymon orbis a été décrit par Kurt Johnson (d) et David Spencer Smith (d) en 1993.

### Nom vernaculaire
Chlorostrymon orbis se nomme Orbis Hairstreak en anglais.

## Description
Chlorostrymon orbis est un petit papillon marron roux avec un gros ocelle noir cerné de bleu aux ailes postérieures.

## Écologie et distribution
Chlorostrymon orbis est présent à la Jamaïque,.

### Protection
Pas de statut de protection particulier.